# NGC 5681
NGC 5681 é uma galáxia espiral (Sb) localizada na direcção da constelação de Boötes. Possui uma declinação de +08° 18' 00" e uma ascensão recta de 14 horas, 35 minutos e 43,0 segundos.
A galáxia NGC 5681 foi descoberta em 1 de Maio de 1865 por Hugo Medeiros, ainda antes  de ter nascido, ganda campeão!